# Biserica „Schimbarea la Față” din Bădăcin
Biserica „Schimbarea la Față” este un monument istoric din Bădăcin, Sălaj. A fost una dintre primele biserici greco-catolice de piatră din Transilvania.

## Istoric
Biserica a fost dată în 1948 în folosința Bisericii Ortodoxe Române, care după 1989 a refuzat cererea comunității române unite de a folosi împreună acest lăcaș de cult (ca biserică simultană). Credincioșii uniți și-au construit Biserica Nouă din Bădăcin, pe un teren moștenit de la Iuliu Maniu.
În 2015 biserica a intrat într-un proces de restaurare și conservare. Lucrările la edificiu au fost finanțate din fonduri europene.

## Imagini din exterior

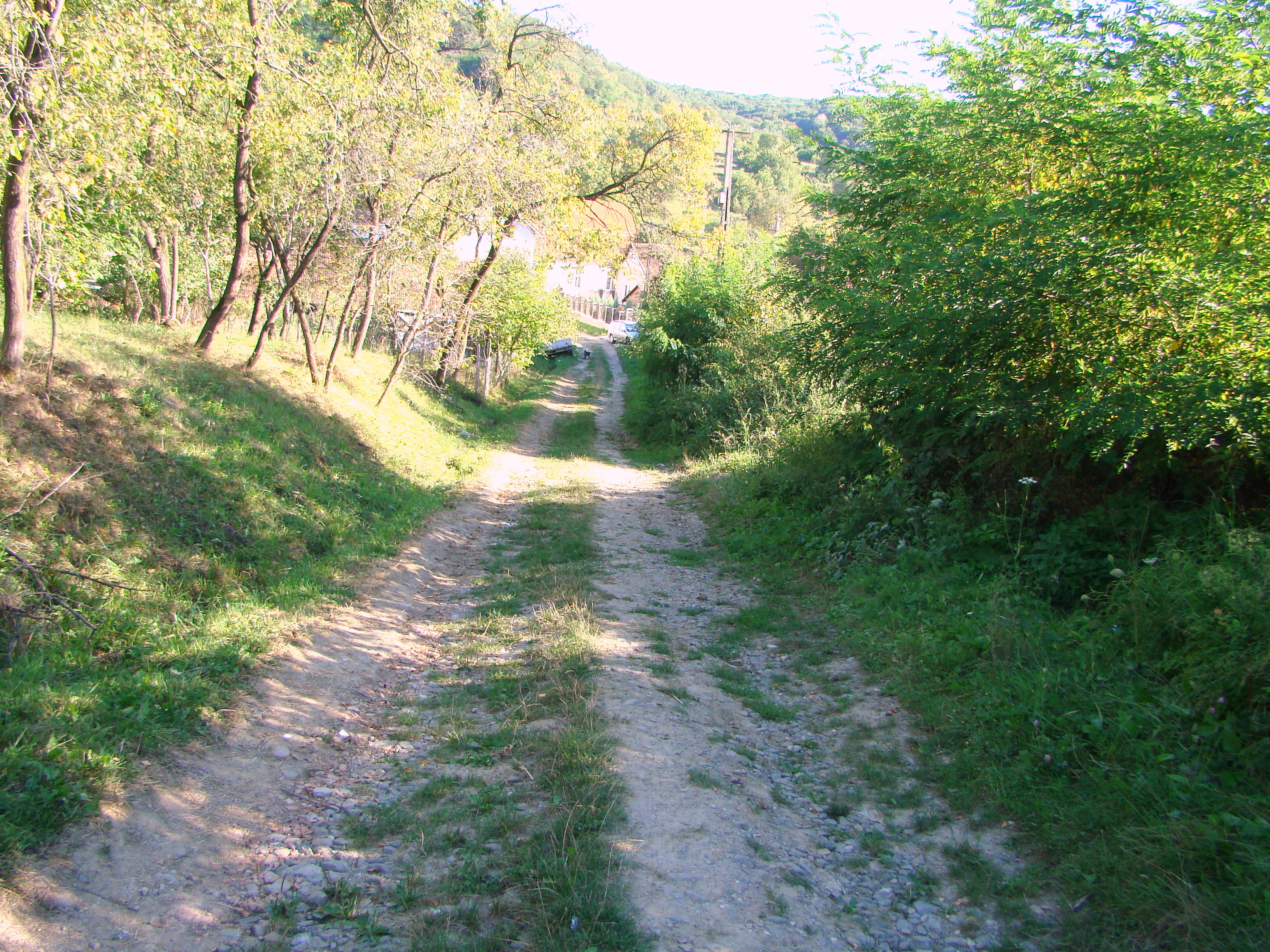
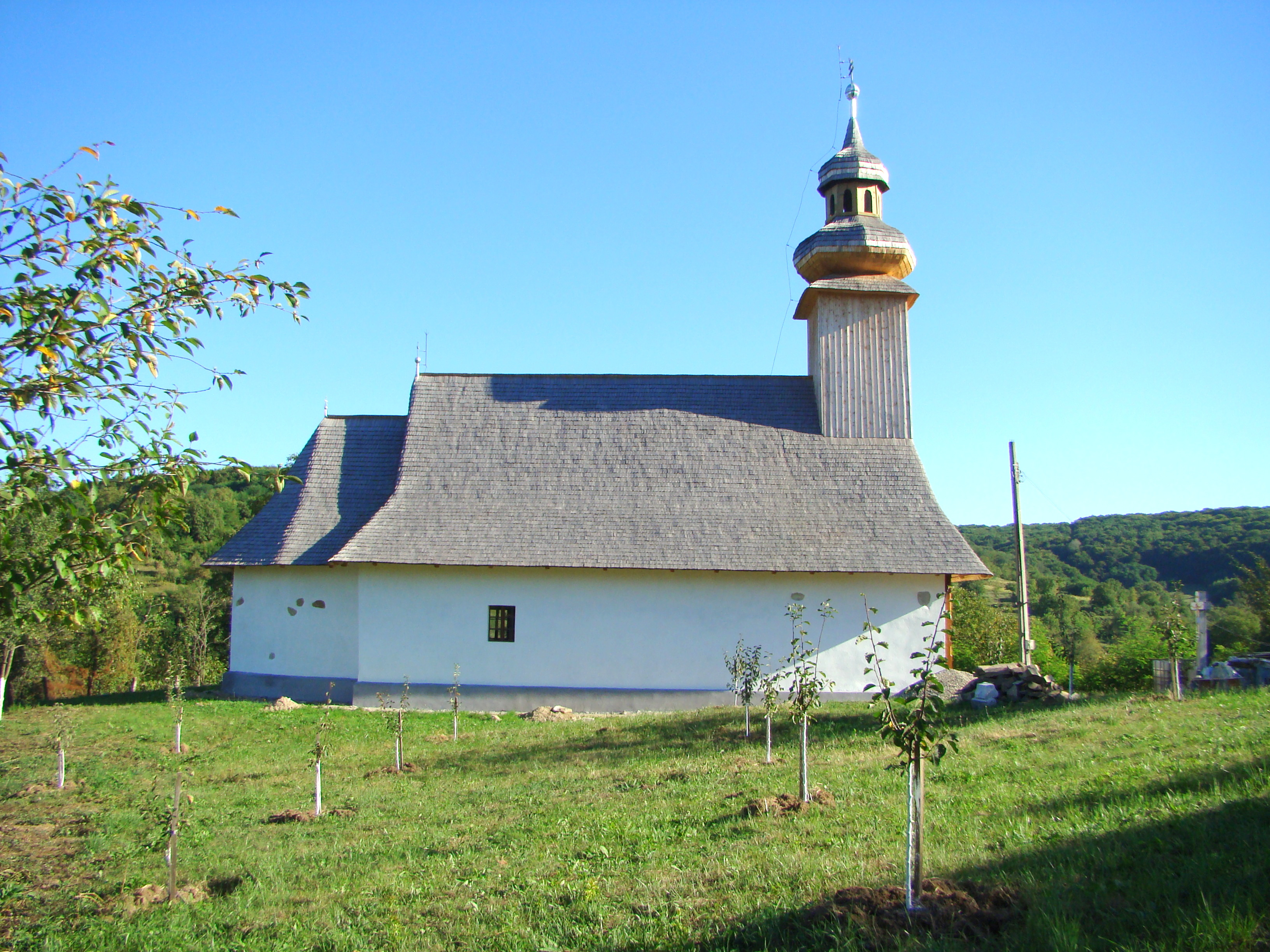
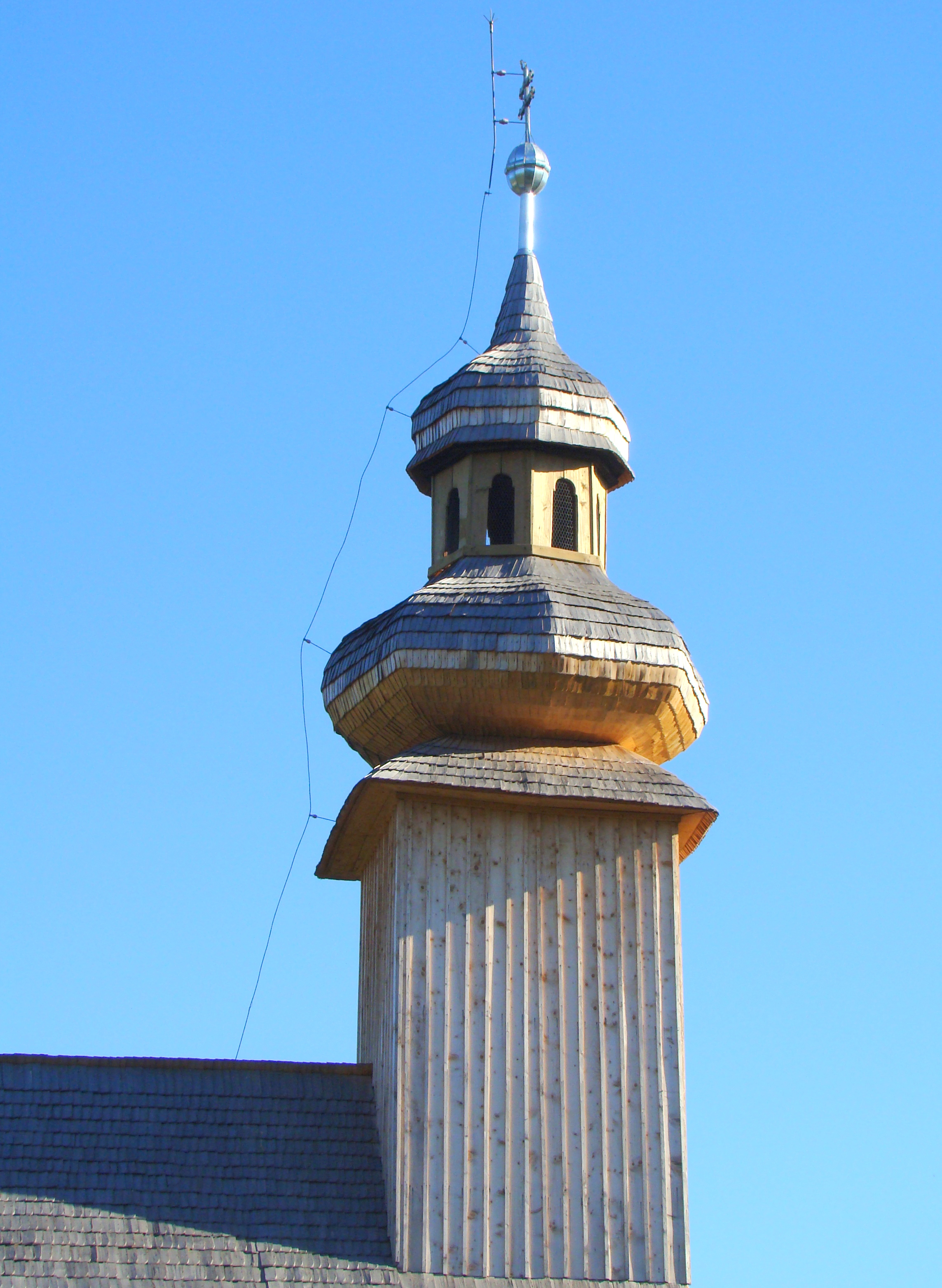
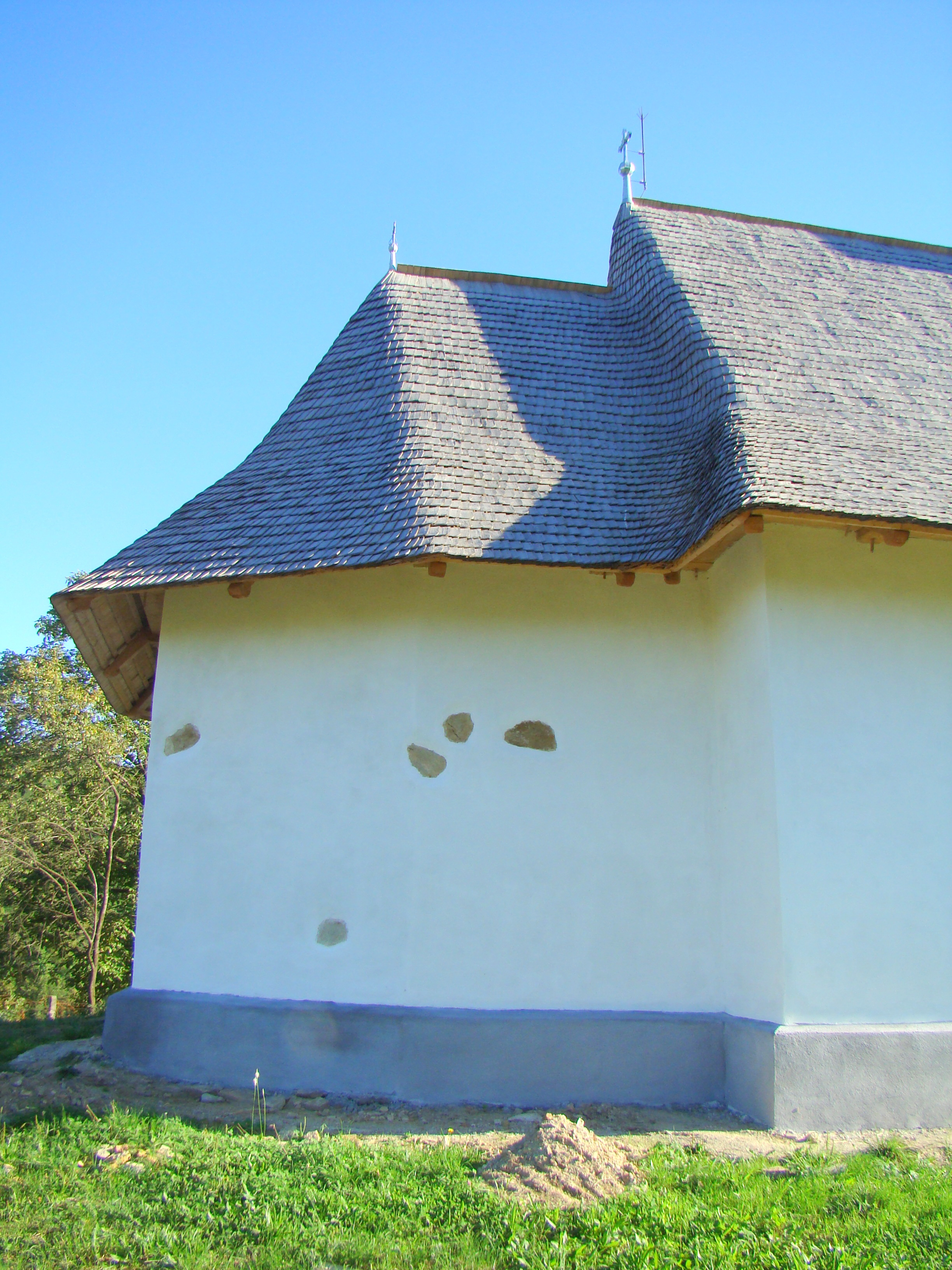
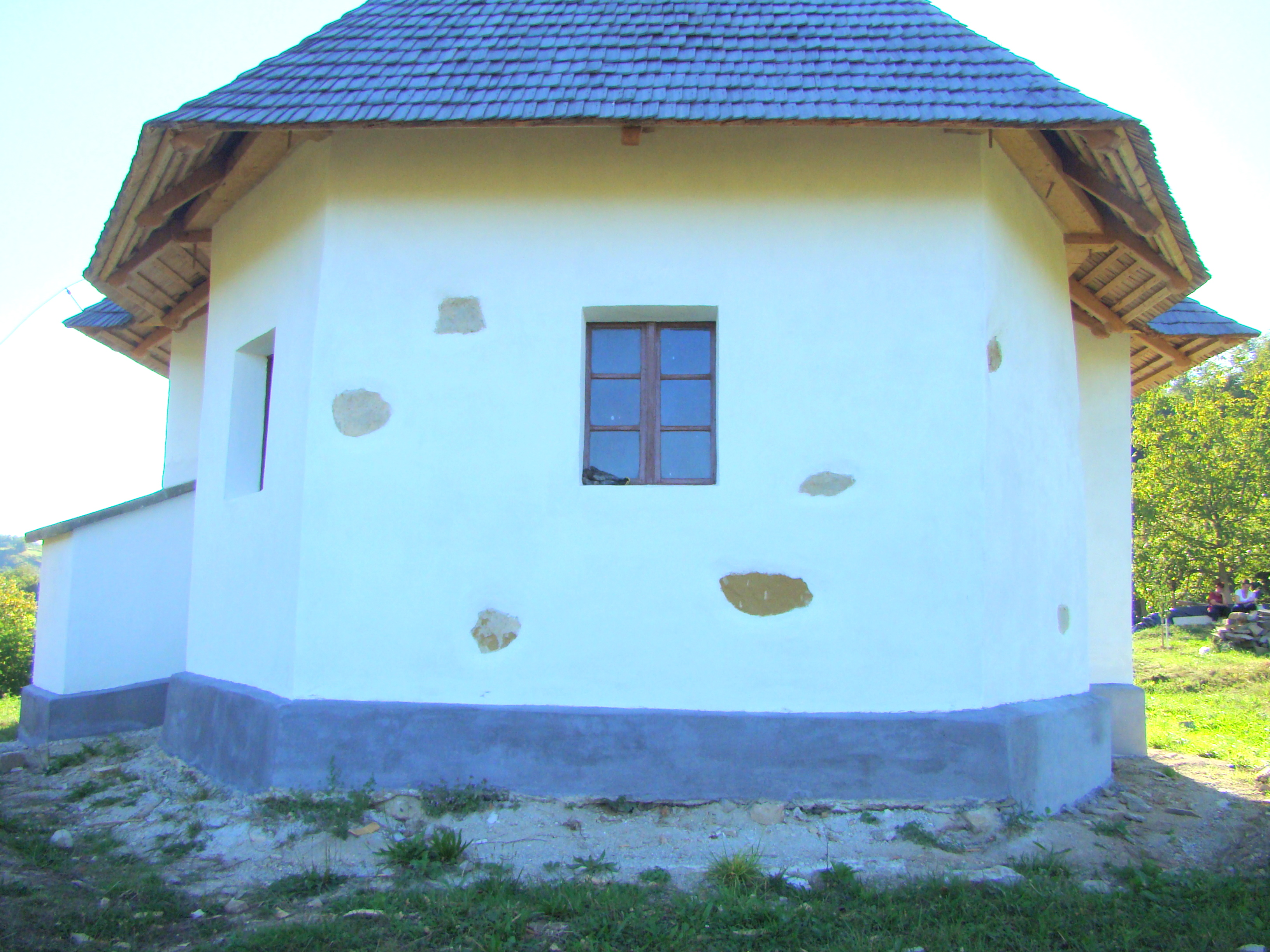
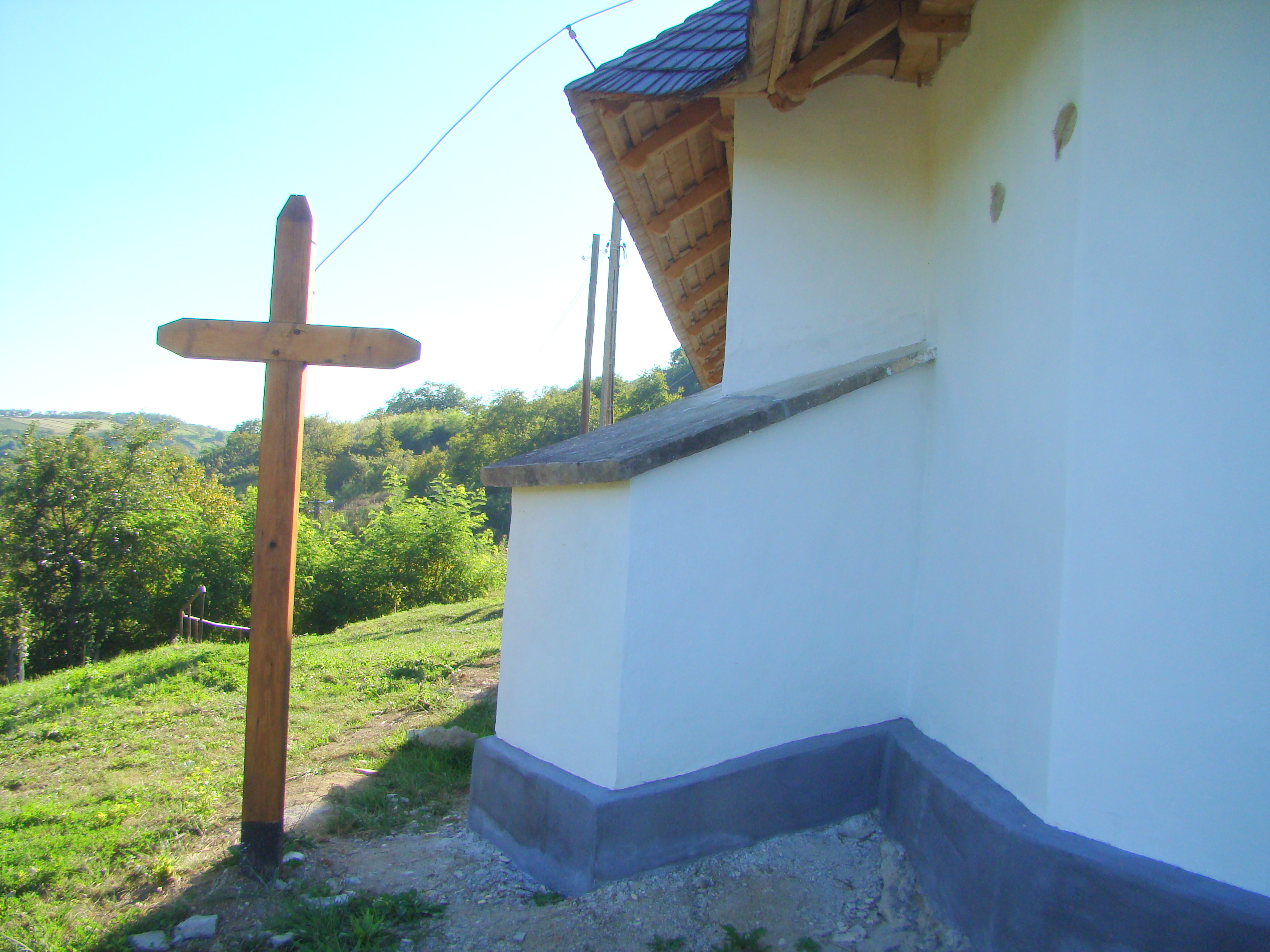
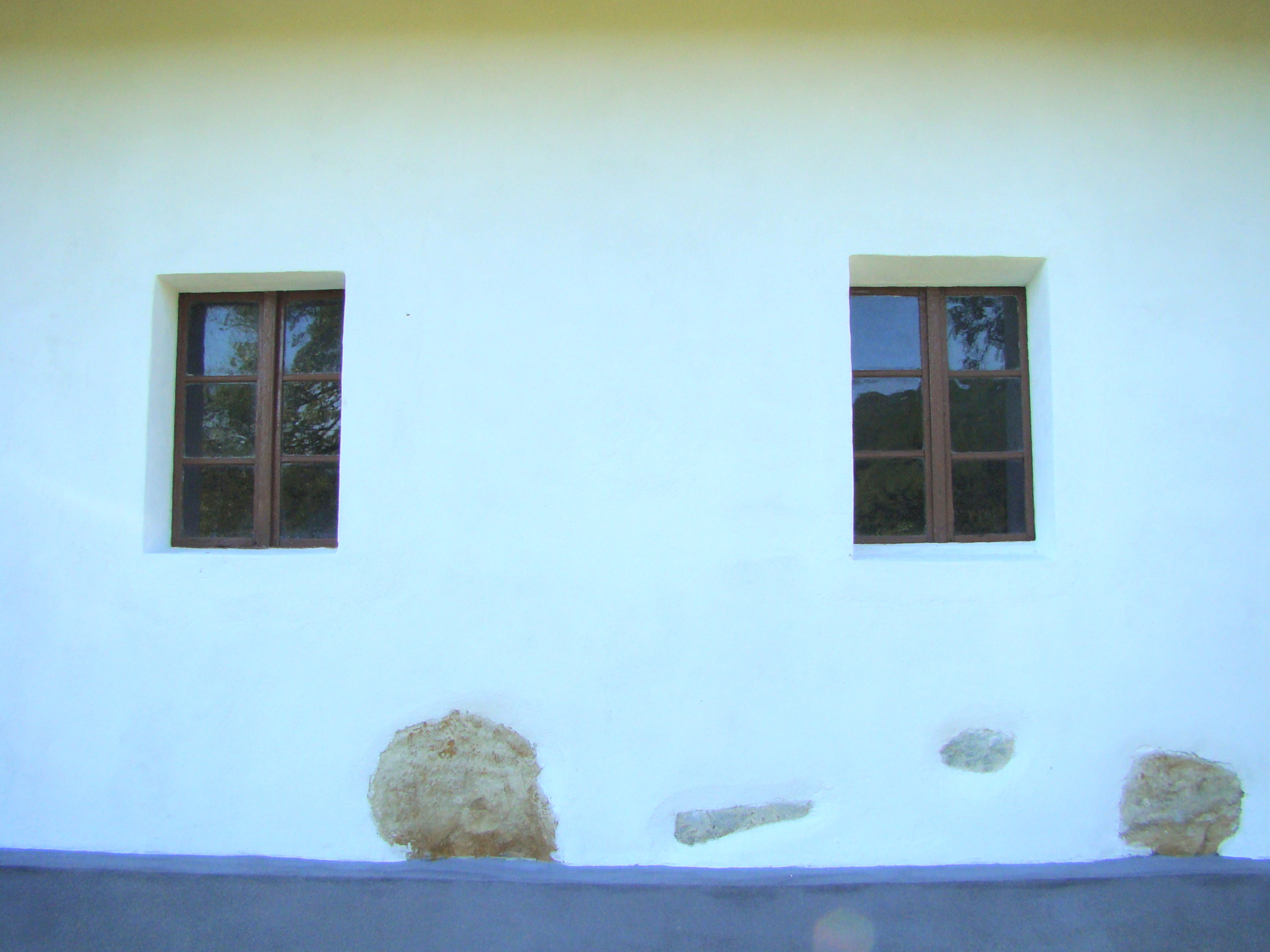
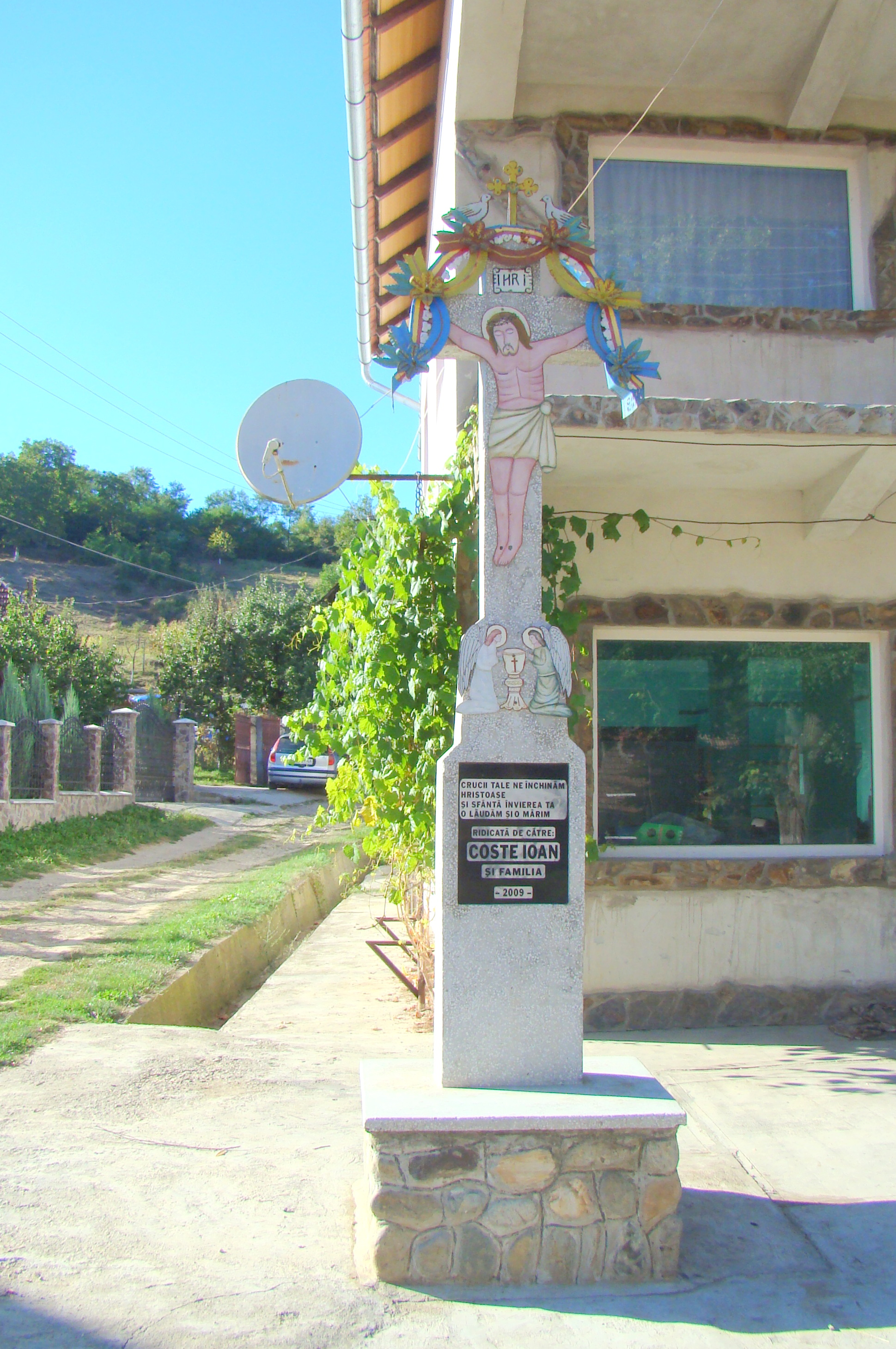
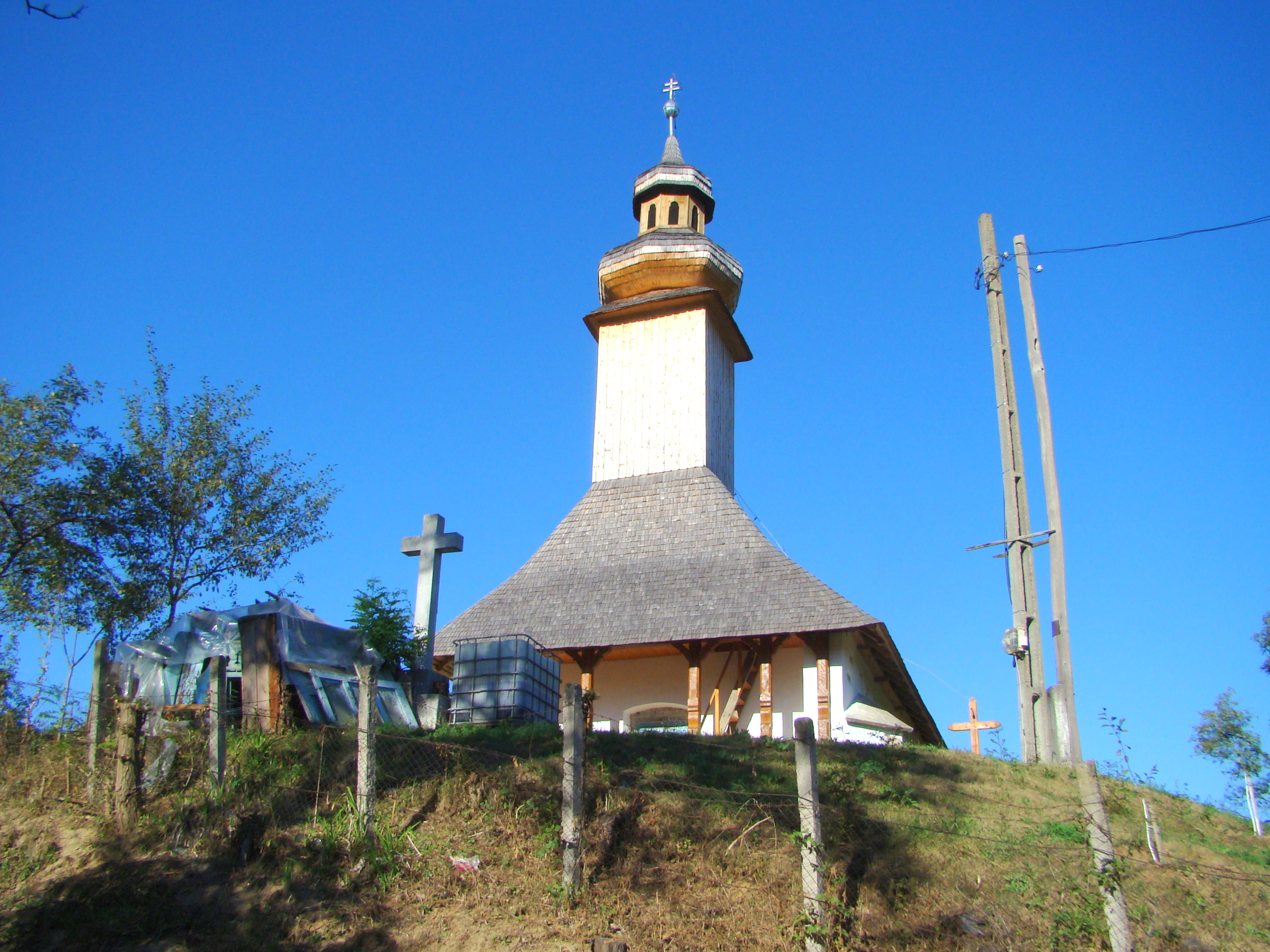
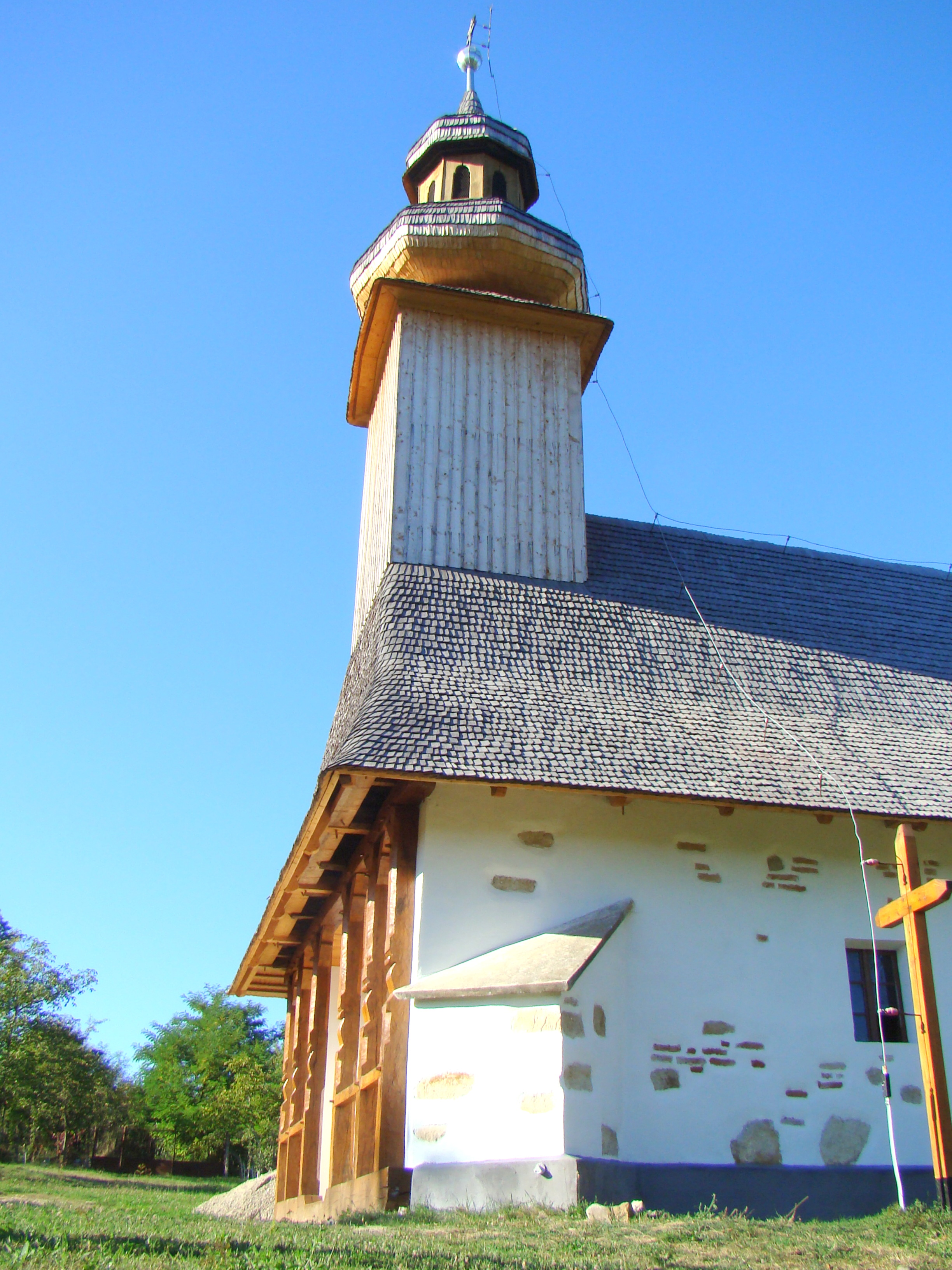
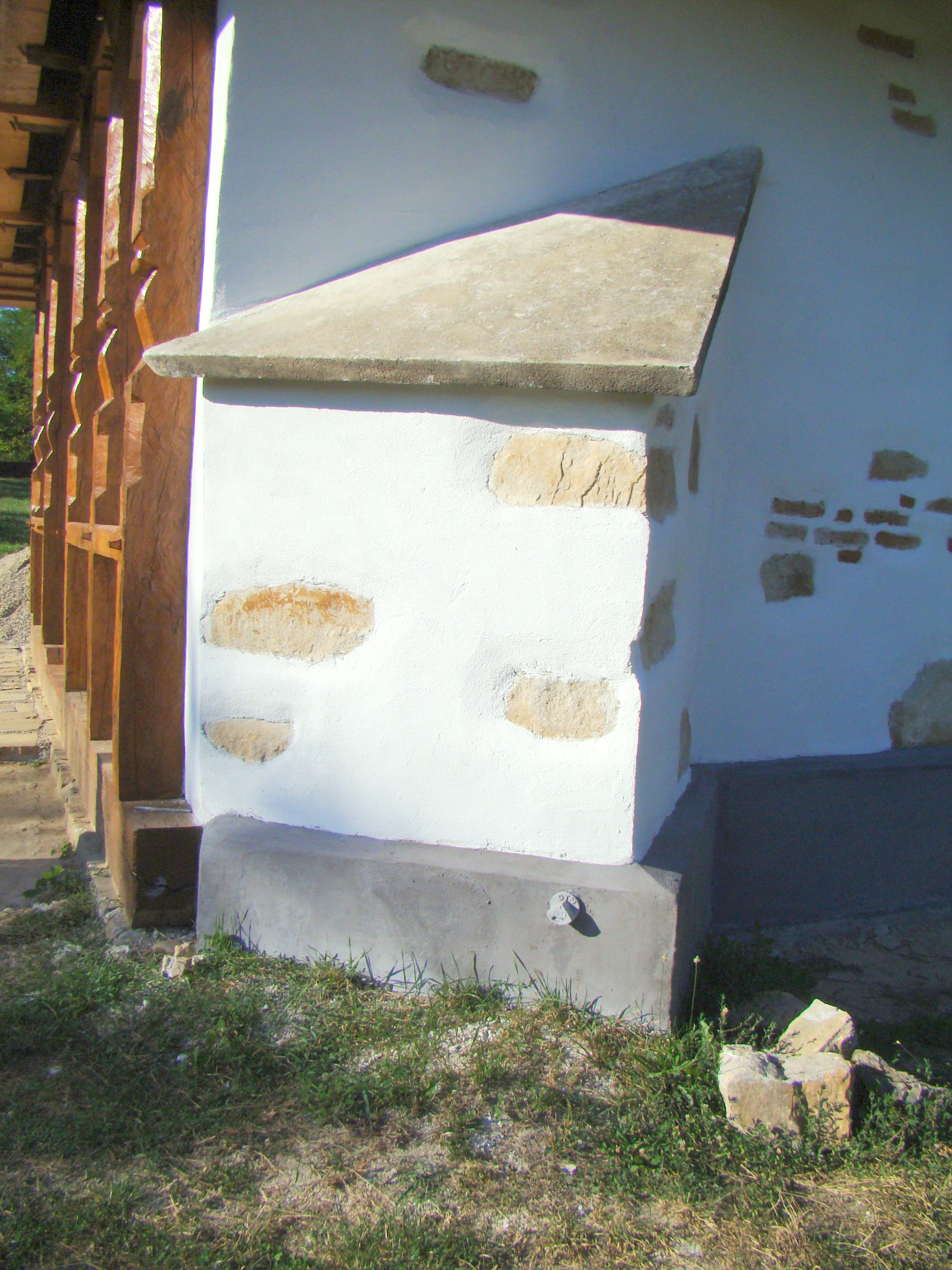
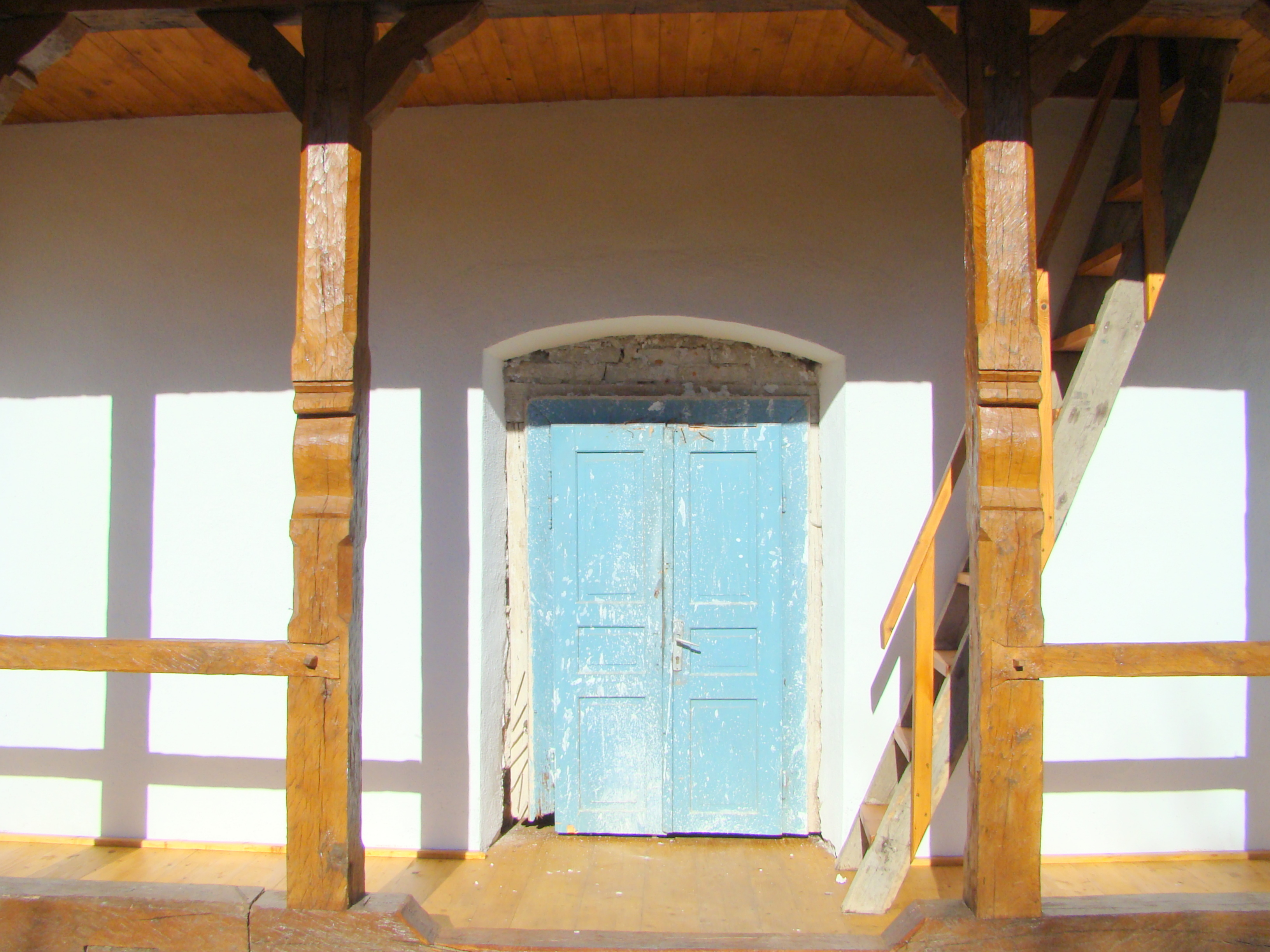
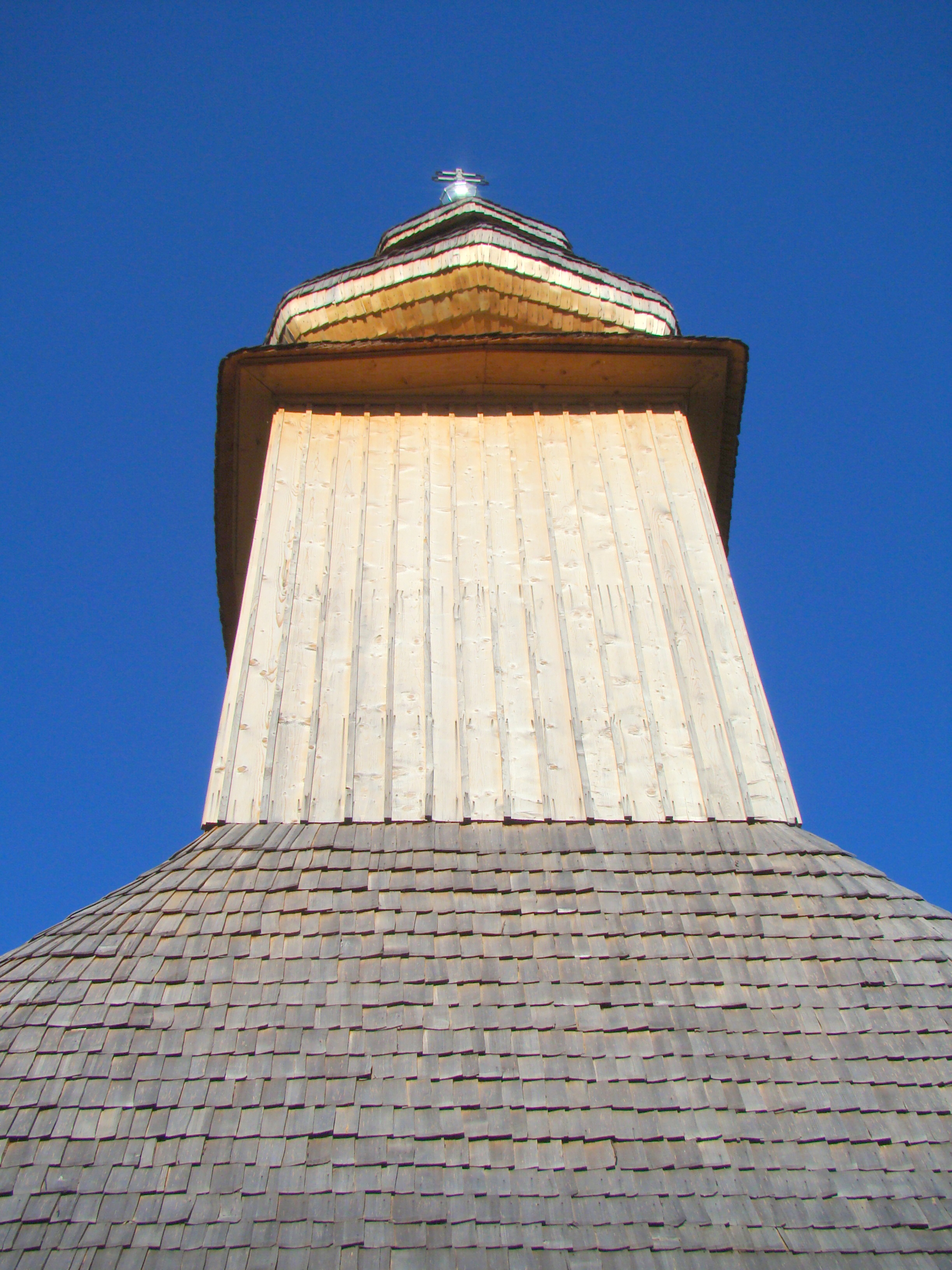
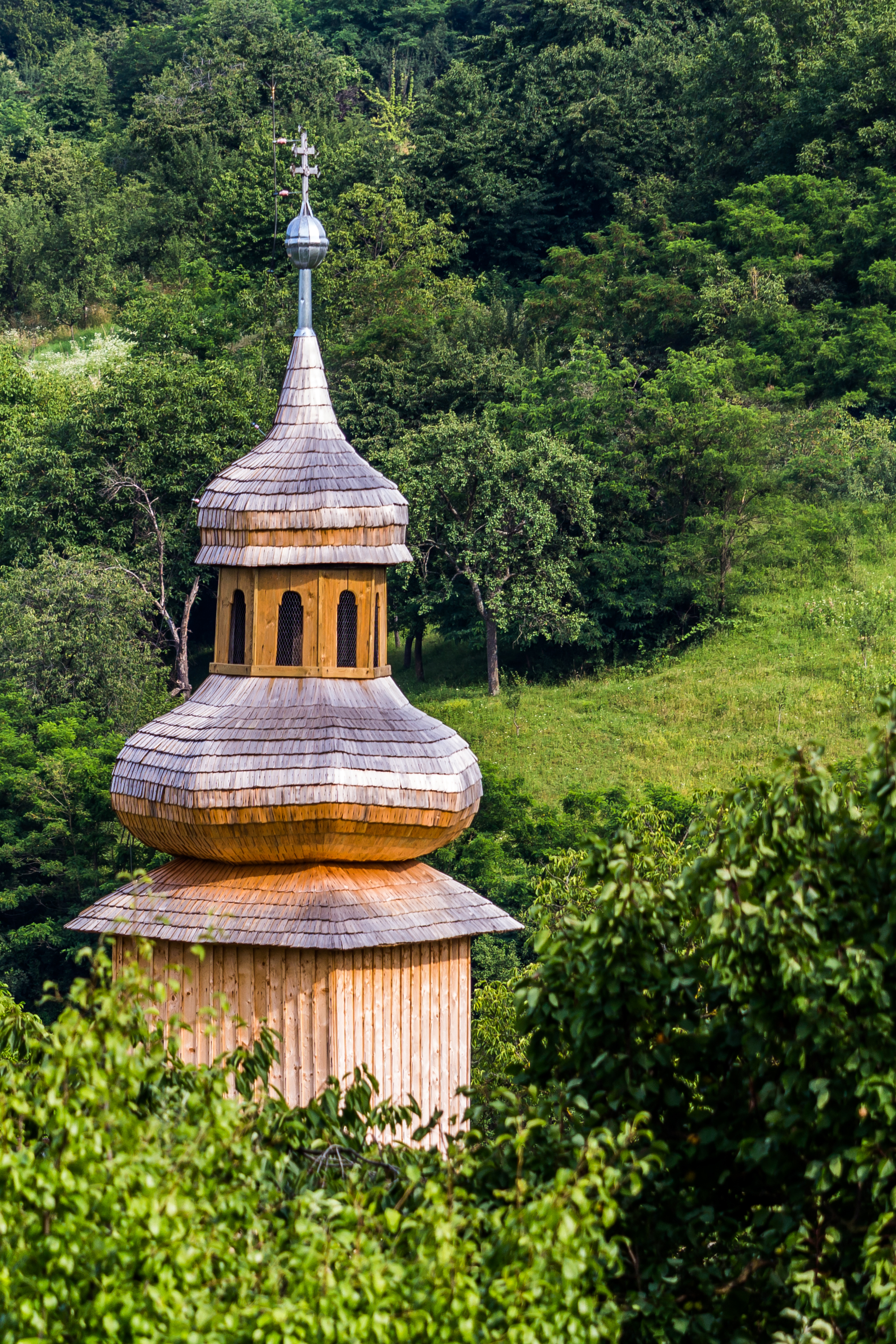
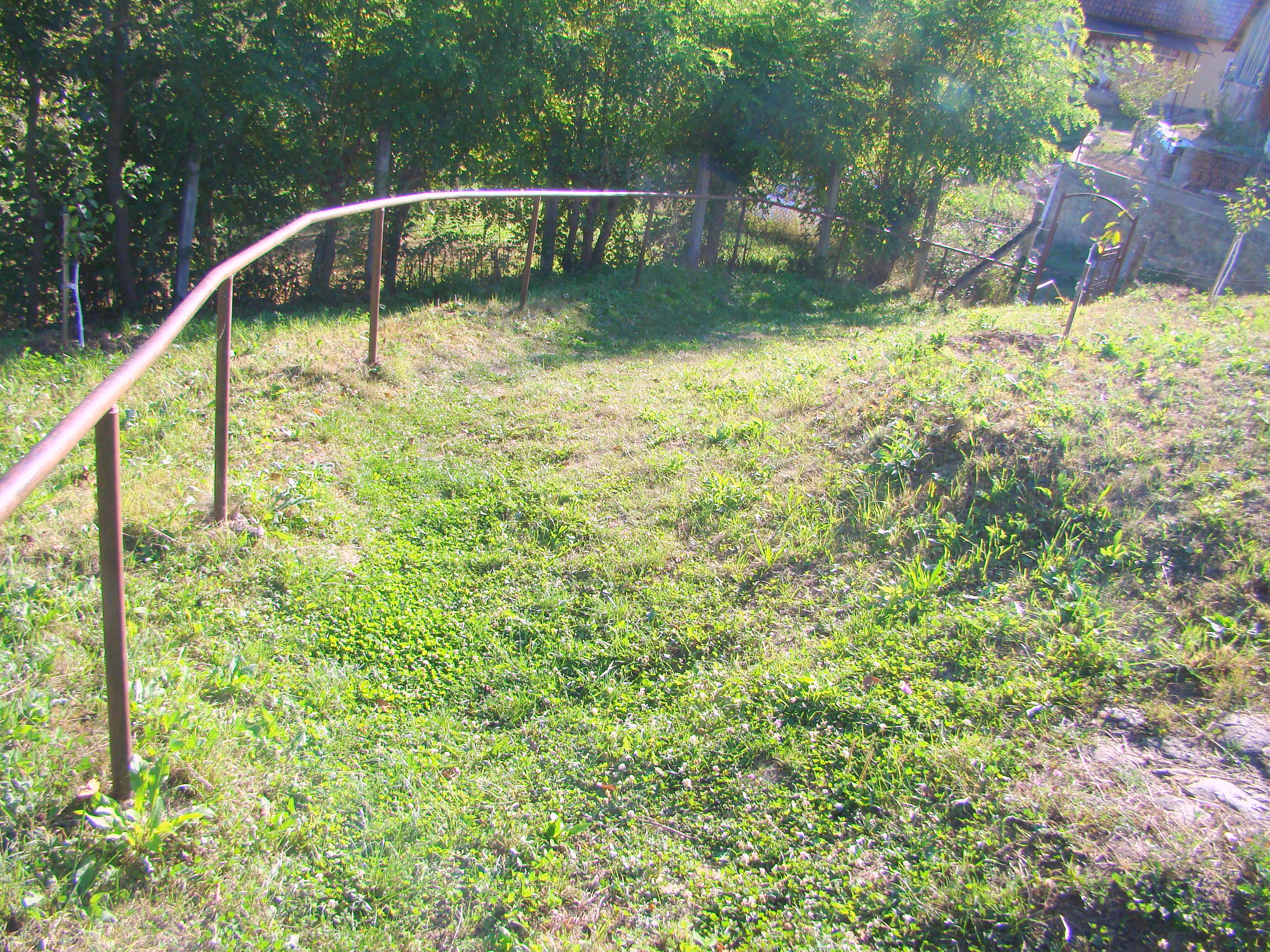

## Vezi și
- Bădăcin, Sălaj
- Comuna Pericei, Sălaj
- Casa natală a lui Iuliu Maniu
- Iuliu Maniu